# Al-Mahra (muhafaza)
Al-Mahra (arab. المهرة) – jedna z 21 jednostek administracyjnych Jemenu znajdująca się na wschodzie kraju, stolicą jest Al-Ghajda. Według danych na rok 2011 muhafazę zamieszkiwało 500 000 osób, a gęstość zaludnienia wyniosła 6,1 os./km².